# Newbury (Kent)
Pour les articles homonymes, voir Newbury.
Newbury est un hameau près du village de Erriottwood, dans le district de Swale, dans le comté du Kent. Il est près de la ville de Sittingbourne.